# Francis Williams (Musiker)

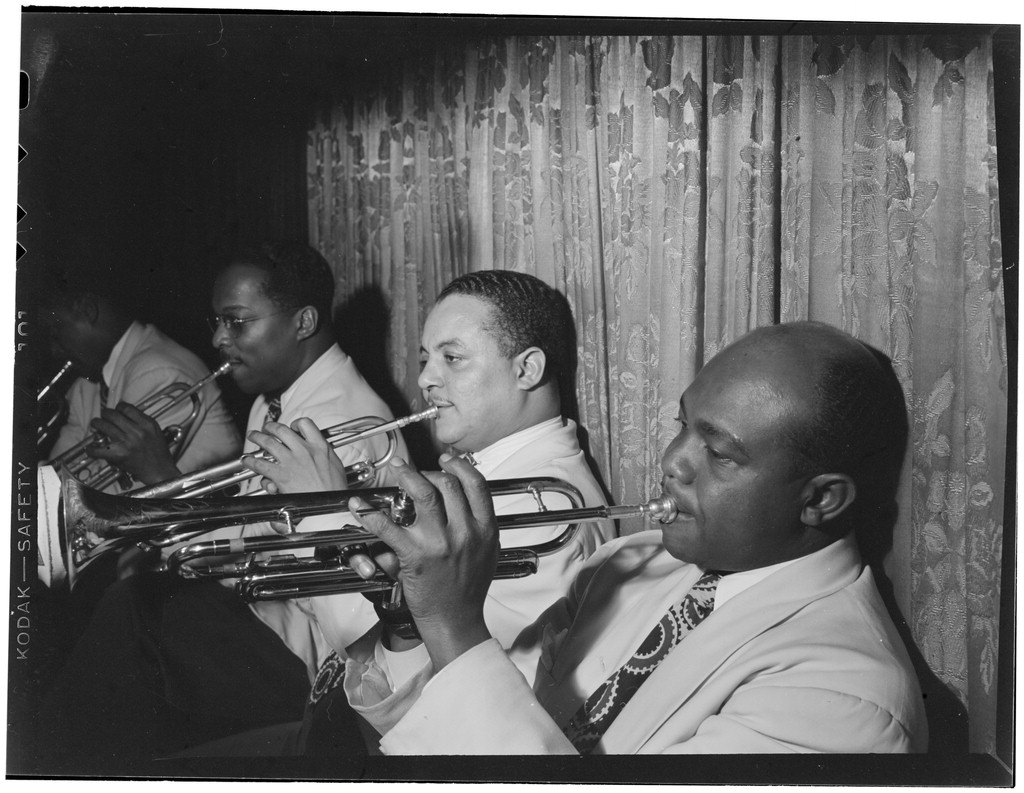
Francis Williams mit Harold Shorty Baker und Cat Anderson bei einem Auftritt im Aquarium, New York City, ca. November 1946. Foto: William P. Gottlieb

Francis Williams, auch Franc Williams (* 20. September 1910 in McConnell’s Mill. Pennsylvania; † 2. Oktober 1983 in Houston, Texas) war ein US-amerikanischer Jazztrompeter der Swingära.
Williams hatte erste Auftritte in den 1930er-Jahren mit Frank Terrys Chicago Nightingales. 1940 zog er nach New York City und arbeitete in der ersten Hälfte des Jahrzehnts mit Fats Waller, Claude Hopkins, Edgar Hayes, Ella Fitzgerald, Sabby Lewis und Machito. Von 1945 bis 1949, und erneut 1951 war er Mitglied im Duke Ellington Orchestra. In den folgenden zwei Jahrzehnten spielte Williams vorwiegend in Ensembles des Latin Jazz und in Theaterorchestern am Broadway. Von 1959 bis 1962 arbeitete er mit Earl Coleman und leitete zudem ein eigenes Quartett. In den 1970er-Jahren tourte er mit Clyde Bernhardt und der Harlem Blues and Jazz Band; in späteren Jahren arbeitete er noch mit Panama Francis. Im Bereich des Jazz listet ihn Tom Lord zwischen 1946 und 1983  bei 114 Aufnahmesessions.

## Lexikalischer Eintrag
- Eddie Lambert, Francis Williams. In: Barry Kernfeld (Hrsg.) The New Grove Dictionary of Jazz Vol. 2, Macmillan  1991, S. 1292.